# East Cowes
East Cowes – miasto w Anglii, na wyspie Wight. Leży 7 km na północ od miasta Newport i 117 km na południowy zachód od Londynu. W 2001 miasto liczyło 6166 mieszkańców.